# Landgericht Fulda

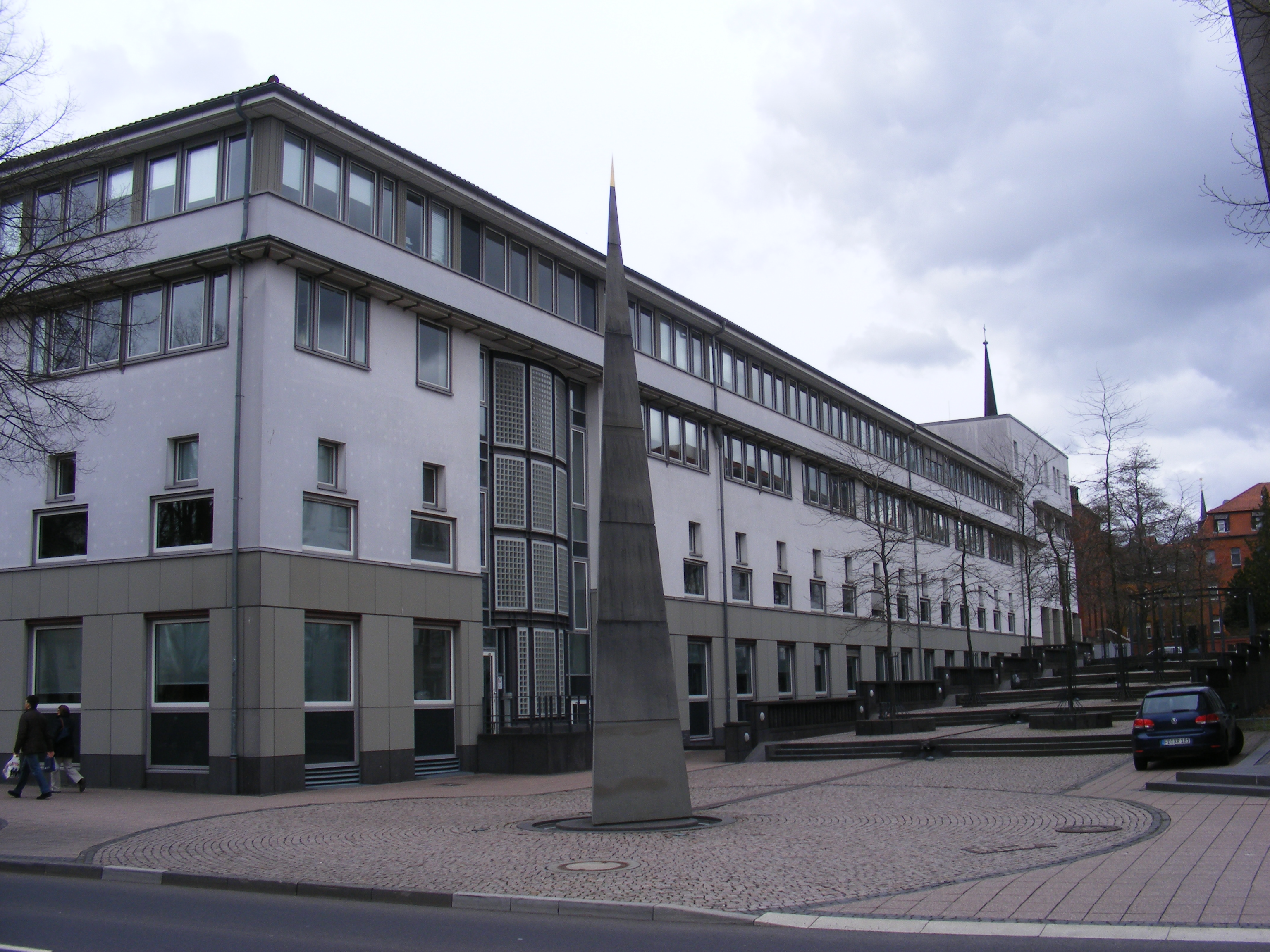
Justizgebäude in Fulda

Das Landgericht Fulda ist ein Gericht der ordentlichen Gerichtsbarkeit und eines von neun Landgerichten in Hessen. Es hat seinen Sitz in Fulda.

## Instanzenzug

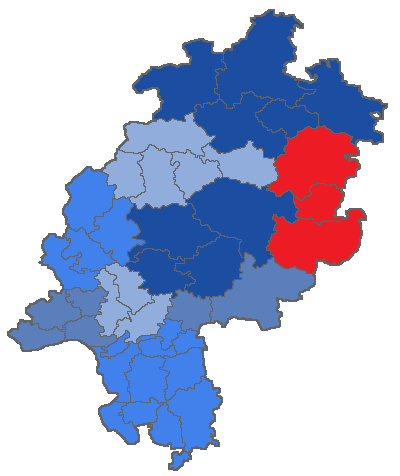
Lage des Landgerichtsbezirks Fulda in Hessen

Zum Gerichtsbezirk gehören die Amtsgerichte Bad Hersfeld, Fulda und Hünfeld.
Dem Landgericht Fulda ist das Oberlandesgericht Frankfurt am Main übergeordnet.

## Gebäude
Das Landgericht ist zusammen mit dem Amtsgericht, der Staatsanwaltschaft und der Justizvollzugsanstalt im Behördenkomplex Am Rosengarten untergebracht.

## Geschichte
Von 1816 bis 1866 existierte das kurhessische Obergericht Fulda als Gericht zweiter Instanz. Es war für die Provinz Fulda, zwischen 1851 und 1864 auch für die Bezirke Hersfeld, Marburg, Hanau und Schmalkalden zuständig. Als Gerichte erster Instanz waren ihm 15 Justizämter nachgeordnet. 1849 wurde zusätzlich das Obergericht Rotenburg eingerichtet, das nun für neun der bisher Fulda und acht bisher Kassel zugeordneten Justizämter verantwortlich war. Bereits 1851 wurde dieses Obergericht jedoch aufgelöst und das Obergericht Fulda erhielt seinen bisherigen Gerichtsbezirk zurück.
Nach dem Deutschen Krieg 1866 erfolgte die Annexion Kurhessens durch Preußen. Durch Verordnung von 1867 wurde das Obergericht aufgelöst und Fulda erhielt ein preußisches Kreisgericht. Bei der Justizneuordnung durch die Reichsjustizgesetze von 1879 wurde das Landgericht nach Hanau statt nach Fulda gelegt.
Erst am 1. November 1949 erhielt Fulda durch einen Erlass des hessischen Justizministers das heutige Landgericht. Sein Bezirk wurde gebildet aus den Landkreisen Fulda-Stadt, Fulda-Land, Hersfeld, Hünfeld, Lauterbach (mit Ausnahme von Ulrichstein) mit den Amtsgerichten Fulda und Hünfeld (vorher zu LG Hanau), Bad Hersfeld (vorher zu LG Kassel) und das Amtsgericht Lauterbach (vorher zu LG Gießen).

## Mitarbeiter
Es arbeiten ca. 68 Personen am Landgericht Fulda, davon sind 19 Richter.

### Richter
- Wilhelm Wolf (Präsident 2008 bis 2010)
- Reinhold Stanitzek
- Valentin Joseph Werthmüller (1835 bis 1850)
- Elard Johannes Kulenkamp (1821 bis 1822)